# Battaglia di Fubeyama
La battaglia di Fubeyama (布部山の戦い?, Fubeyama no tatakai), che potrebbe essere tradotta anche in battaglia di Nunobeyama, avvenne nel 1570, e vide contrapposti le forze del clan Mōri e quelle del clan Amago che stavano cercando di riacquistare il potere perso negli anni precedenti.
Yamanaka Yukimori, determinato a combattere per restaurare gli Amago, fece un famoso voto prima di una luna nuova, dichiarando che avrebbe accettato volentieri tutti i sette problemi e otto dolori se avessero portato la rinascita del clan Amago.
Nel 1569 Mōri Terumoto era la guida del clan Mōri e iniziò una campagna nel Kyūshū contro il clan Ōtomo. Yukimori vide nella lontananza delle forze Mōri un'occasione per iniziare una ribellione e, radunata un'armata, conquistò il castello di Gassantoda. Tuttavia le forze Mōri, vittoriose dopo l'assedio di Tachibana, ritornarono nelle loro terre a gennaio 1570 e riconquistarono facilmente il castello mettendo in fuga le forze Amago durante l'assedio di Gassan-Toda (1569).
Le forze ribelli Amago rimaste ripiegarono e piazzarono il loro quartier generale presso il monte Fube. Le forze Mōri le incalzarono fino a quando raggiunsero il fiume Iinashi e si trovarono di fronte alle pendici del Fubeyama: c'erano due possibili approcci, il fiume Mizutaniguchi a ovest e e quello Nakayamaguchi a est. L'esercito iniziò a guadare il fiume con l'intenzione di inviare l'esercito su entrambe le vie, ma Yukimori li stava aspettando con il suo esercito al di là del fiume. Gli Amago attaccarono i Mōri mentre attraversavano il fiume e ne seguirono duri combattimenti. I Mōri non riuscirono a fare nessun progresso, ma Kikkawa Motoharu fu in grado di corrompere alcuni locali per guidare parte dell'esercito Mōri attorno al lato orientale del Fubeyama. Gli Amago rimasero colpiti quando seppero che le truppe Mōri avevano conquistato il proprio quartier generale e il morale crollò rapidamente. 

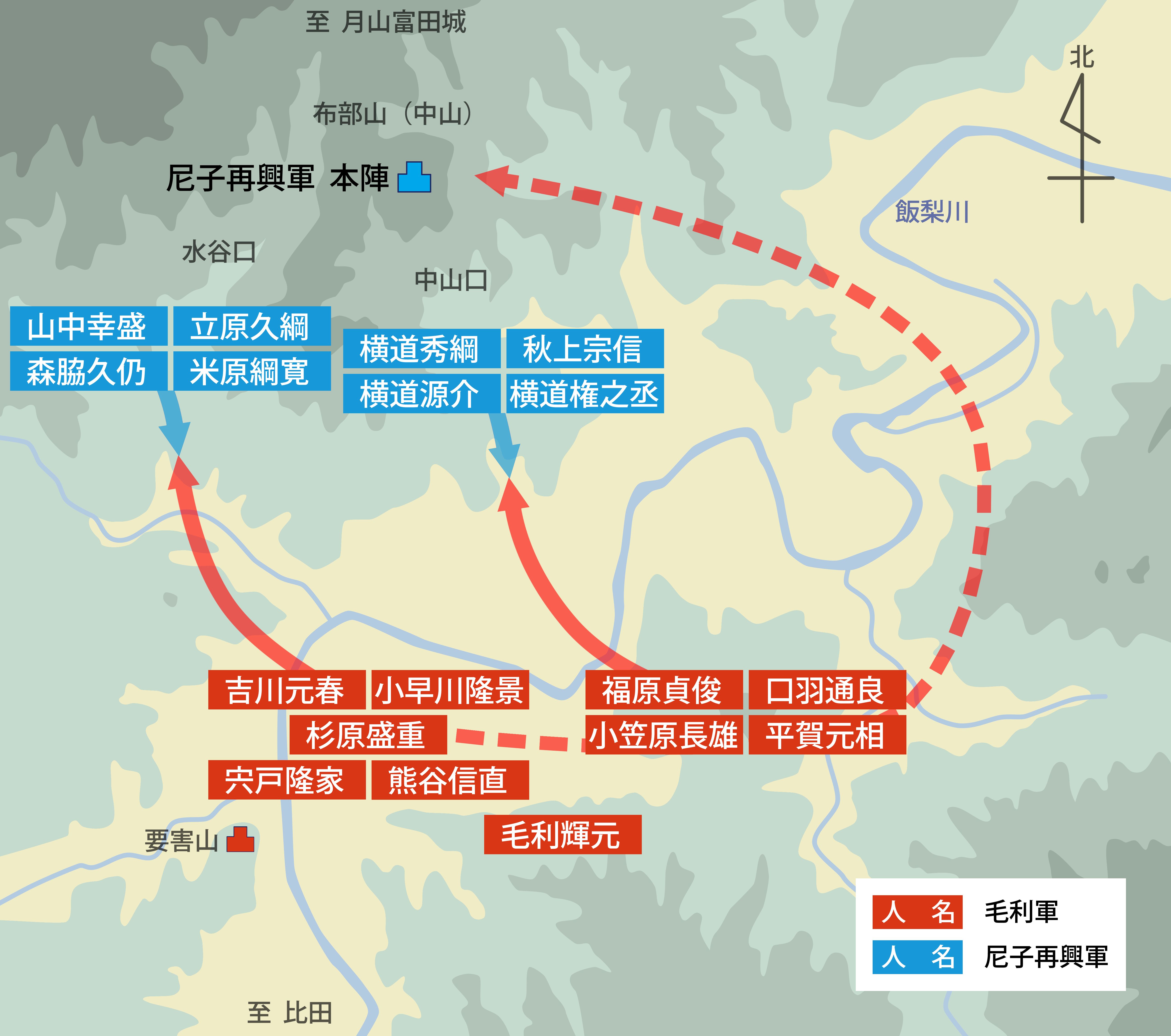
Schieramento degli eserciti nella battaglia di Fubeyama: in rosso i Mōri, in blu gli Amago.

Le ultime forze Amago rimaste ripiegarono verso il castello di Mayama dove vennero sconfitte definitivamente qualche mese dopo.